# Mordellistena hondurensis
Mordellistena hondurensis es una especie de coleóptero de la familia Mordellidae.

## Distribución geográfica
Habita en México y Honduras.